# 阿什拉夫·馬布比
阿什拉夫·馬布比（阿拉伯语：‎，2000年8月8日—）是一名摩洛哥男子跆拳道運動員。他曾經獲得2018年非洲跆拳道錦標賽男子74公斤級金牌及2019年非洲運動會跆拳道比賽男子80公斤級銀牌。

## 外部連結
- TaekwondoData.com （页面存档备份，存于）
- 阿什拉夫·馬布比的Facebook專頁